# Военна организация на БКП
Военната организация е въоръжено крило на Българската комунистическа партия, съществувало от 1920 до 1925.
Военната организация е създадена след събитията от 1919-1920 г. известни като Транспортната стачка. Въпреки че стачката е потушена от правителството на БЗНС и с помощта на Оранжевата гвардия, ръководството на БКП (т.с.) решава да приеме мерки за въоръжаване на членовете си срещу евентуални нови репресии на земеделското правителство.
ВО се състои от следните секции: организационно-мобилизационен, оперативен, за работа в армията, по въоръжаването и разузнавателен. Изгражда се по области, окръзи и райони. Използва за дейността малки оперативни групи от по пет или шест души – „петорки“ и „шесторки“, съставени от най-опитни и способни да работят с оръжие комунисти. Много от образуваните тайни ядра са разкрити от полицията и са извършени масови арести, сред които и тези на известни чиновници от мината в Перник. В крайна сметка властта не е в сьстояние да преследва сама навсякъде „петорките“ и правителството възнамерява да образува специални команди от политическите среди на Демократическия сговор.
ВО участва активно в подготовката и вдигането на Септемврийското въстание от 1923. Поради гибелта на голяма част от дейците ѝ, след разгрома на въстанието ВО е овладяна от ултраляв уклон. Начело ѝ застава о.з. майор Коста Янков. ВО се изражда в сектантска терористична организация, което в крайна сметка води до извършването на атентата в църквата „Света Неделя“ през април 1925. Вследствие на правителствения терор след атентата ВО е почти напълно физически унищожена и престава да съществува.